# 阳店站

阳店站是一个陇海线上的铁路车站，位于河南省灵宝市阳店镇，建于1955年，目前为四等站，邮政编码为472521。目前客运：办理旅客乘降；行李、包裹托运；货运：办理整车货物发到；零担仅办理直达整零货物发到；危险货物仅办理农药、化肥发到。